# Гранична сцена
„Гранична сцена“ (на английски: A Frontier Scene) е американски късометражен ням филм от 1895 година, заснет от режисьора Алфред Кларк в лабораториите на Томас Едисън в Ню Джърси.